# Waschhaus (Gex)

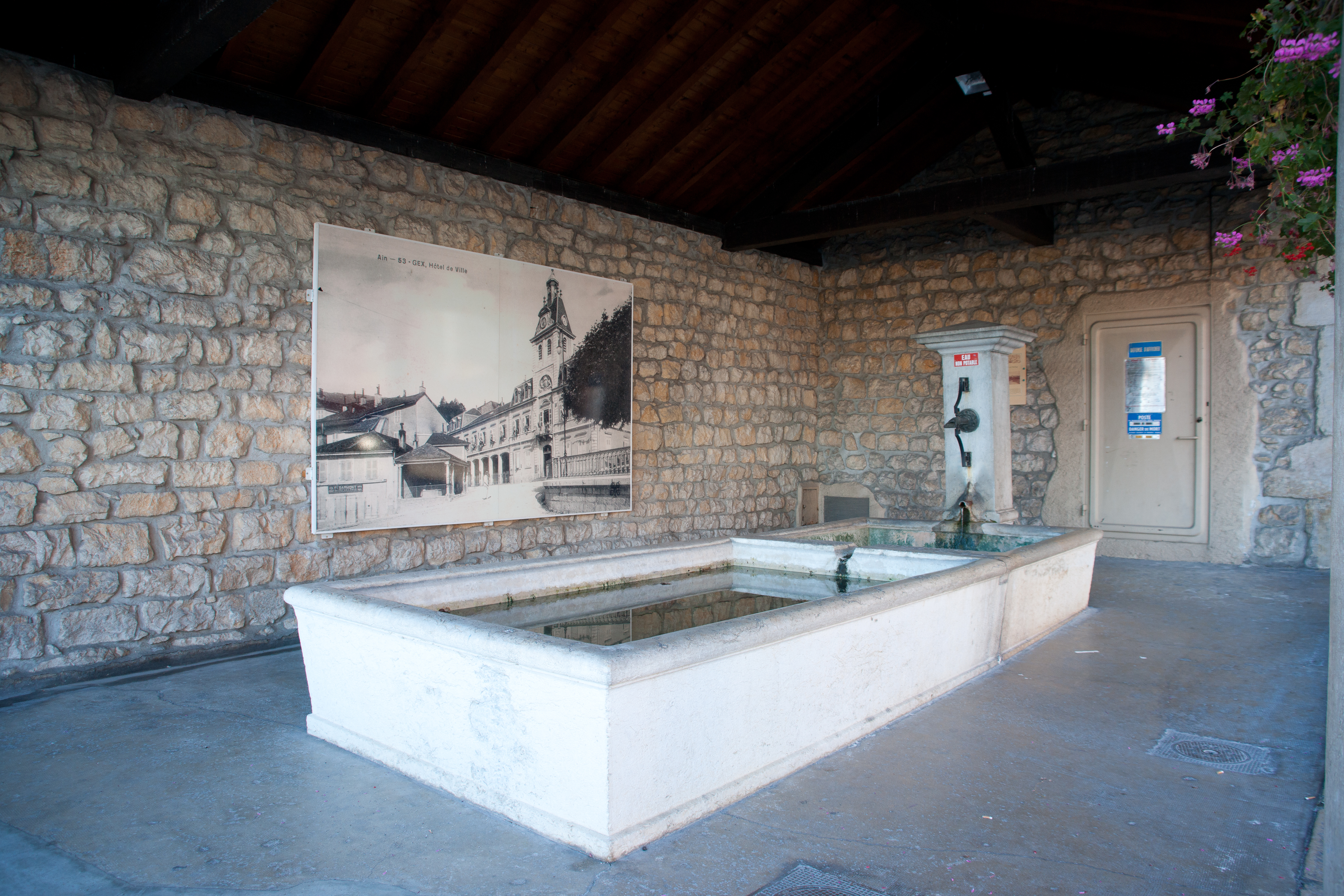
Waschhaus in Gex

Das Waschhaus (französisch lavoir) in Gex, einer französischen Gemeinde im Département Ain in der Region Auvergne-Rhône-Alpes, wurde 1675 errichtet. Das öffentliche Waschhaus steht seit 1929 als Monument historique auf der Liste der Baudenkmäler in Frankreich.